# アロキシピリン
アロキシピリン(Aloxiprin)またはアセチルサリチル酸アルミニウム (Aluminium acetylsalicylate)は、骨格筋や関節の病気による痛みや炎症の治療のために用いられる薬である。抗炎症薬、解熱剤、鎮痛剤として利用される。水酸化アルミニウムとアスピリンからなる化合物である。

## 別名
- Palaprin Forte[4]
- Askit- アスピリン、アロキシピリン、カフェインの混合物の粉末[5]

## 禁忌
- サリチル酸にアレルギーを持つ者
- 胃腸に潰瘍を持つ者
- 肝臓または腎臓に損傷を持つ者
- 妊娠6ヶ月以降の女性
- 授乳中の女性
- 他のサリチル酸と同時の使用
- 非ステロイド性抗炎症薬と同時の使用